# Bruchus biovalis
Bruchus biovalis là một loài bọ cánh cứng trong họ Bruchidae. Loài này được Mars miêu tả khoa học năm 1888.